# Mikhail Nikolayevich Bagayev
Bản mẫu:Eastern Slavic name
Mikhail Nikolayevich Bagayev (tiếng Nga: Михаил Николаевич Багаев; sinh ngày 28 tháng 2 năm 1985) là một cầu thủ bóng đá người Nga. Anh thi đấu cho FC Avangard Kursk.

## Sự nghiệp câu lạc bộ
Anh thi đấu cho đội một của F.K. Moskva và F.K. Rubin Kazan tại Cúp quốc gia Nga.
Anh thi đấu tại Chung kết Cúp bóng đá Nga 2017-18 cho FC Avangard Kursk vào ngày 9 tháng 5 năm 2018 tại Volgograd Arena với thất bại 2-1 trước đội vô địch F.K. Tosno.